# Castlevania: The Dracula X Chronicles
Castlevania: The Dracula X Chronicles, é um jogo de plataforma da série Castlevania desenvolvido pela Konami para o PlayStation Portable, sendo um remake 2.5D de Castlevania: Rondo of Blood.
Seu lançamentou incluiu o título original pra PC Engine, Rondo of Blood, e uma conversão de seu sucessor, Castlevania: Symphony of the Night, disponibilizados como segredos destraváveis.
Foi lançado na América do Norte em 23 de outubro de 2007, no Japão em 8 de novembro de 2007, na Europa em 15 de fevereiro de 2008, e na Austrália em 9 de abril de 2008.[carece de fontes?]

## Modificações
A versão de Rondo of Blood que veio em conjunto possui jogabilidade praticamente inalterada ao original para PC Engine. Entretanto, um modo Boss Rush foi adicionado e, ao ser completado três vezes, destrava o mini-game "Peke".
Symphony of the Night contém agora a possibilidade de controlar a personagem Maria Renard, através de um código secreto que pode ser utilizado após terminar o jogo usando Alucard. O jogo também recebeu uma revisão de glitches e possíveis erros encontrados na versão original do PlayStation, além de uma nova dublagem e a opção de utililzar a dublagem original japonesa, inalterada.

## Recepção
A recepção crítica foi geralmente positiva. Metacritic o avaliou com nota 80/100, enquanto o GameRankings o avaliou com 81.40%. A IGN deu uma nota de 8/10 para o jogo, elogiando o design dos caminhos variantes das fases do jogo, os seus gráficos 2.5D e as cenas de diálogo. Além disso, afirmou que "de primeira vista, Rondo of Blood é um remake bem feito".
Diferentes críticos elogiaram os visuais atualizados, a trilha sonora, e a inclusão de Symphony of the Night como conteúdo bônus. O alto nível de dificuldade foi mencionado por críticos como potencialmente frustrante para jogadores desavisados, e a dublagem recebeu críticas negativas por ser "nível de novela".
A GameSpy o chamou de "um remake bem feito", mas o considerou desnecessário e "pior do que o original". Tim Turi, da Game Informer, achou que o remake de Rondo of Blood foi bom, e elogiou a inclusão dele e do Symphony of the Night como extras. Jeremy Parish, do 1UP, o descreveu como "um jogo muito bem elaborado no estilo clássico de Castlevania" e "um clássico cobiçado há muito tempo". GameZone o considerou o 5º melhor título da série Castlevania e também elogiou a qualidade do remake e a inclusão dos jogos extras.